# 세미 (가수)
세미(본명: 안판석, 1976년 6월 9일 ~ )은 대한민국의 가수이다.

## 학력
- 신라대학교 교육대학원 한국무용 전공
- 부산여자대학교 무용학과 졸업
- 대명여자고등학교 졸업
- 연일중학교 졸업
- 연산초등학교 졸업

## 수상
- 2000년 동아일보 전국 댄스스포츠 대회 종합 3위
- 대한댄스스포츠협회 전국대회 라틴댄스부문 2위

## 데뷔
- 2003년 정규 앨범 '잘난 여자'

## 음반
- 2019년 해봤어?
- 2006년 도둑고양이
- 2003년 잘난 여자